# Ninja Terminator
 (février 2018).
Si vous disposez d'ouvrages ou d'articles de référence ou si vous connaissez des sites web de qualité traitant du thème abordé ici, merci de compléter l'article en donnant les références utiles à sa vérifiabilité et en les liant à la section « Notes et références ».
Pour plus de détails, voir Fiche technique et Distribution.
Ninja Terminator est un film de 1985 écrit et réalisé par Godfrey Ho. 
Produit par Joseph Lai et Betty Chan, il met en vedette Richard Harrison, Wong Cheng Li et Philip Ko dans les rôles principaux.

## Synopsis
Les membres d'un empire ninja sont en possession d'un objet de pouvoir composé de trois pièces individuelles d'une sculpture ninja qui, une fois combinées, rend les bras du propriétaire imperméables aux lames. D'autres ninjas pensent que l'empire ninja a besoin d'être réformé et de voler deux des trois sculptures. L'empire ninja riposte avec des messages menaçants transmis via de minuscules robots qui exigent le retour des pièces puissantes. Les serviteurs de l'empire Ninja forgent plusieurs tentatives pour attaquer les voleurs mais sont rapidement contrecarrés.

## Fiche technique
- Titre : Ninja Terminator
- Réalisateur : Godfrey Ho

## Distribution
- Richard Harrison (VF : Richard Leblond) : maître ninja Harry
- Wong Cheng Li : tigre
- Jonathan Wattis
- Maria Francesca
- Philip Ko
- Jack Lam (VF : Gérard Dessalles) : Jaguar Wong
- James Chan
- Simon Kim
- Henry Lee
- Keith Mak
- Nancy Chan
- Gerald Kim
- Eric Leung
- Andrew Lee